# Marie-Arlette Carlotti
Pour les articles homonymes, voir Carlotti.
Marie-Arlette Carlotti, née le 21 janvier 1952 à Béziers (Hérault), est une femme politique française, membre du Parti socialiste. Ancienne eurodéputée, elle est ministre déléguée aux Personnes handicapées et à la Lutte contre l'exclusion au sein du gouvernement Jean-Marc Ayrault du 16 mai 2012 au 31 mars 2014 et députée de la 5e circonscription des Bouches-du-Rhône. Elle est également présidente du Haut comité pour le logement des personnes défavorisées de 2015 à 2021.
Marie-Arlette Carlotti est sénatrice des Bouches-du-Rhône depuis 2020, et devient en 2023 la première femme à exercer la fonction de questeure du Sénat.

## Biographie

### Études et carrière professionnelle
Marie-Arlette Carlotti est titulaire d'un DESS de droit obtenu à l'université Aix-Marseille III, et d'un DESS en gestion des ressources humaines de l'IAE d'Aix-en-Provence. Elle est ensuite devenue cadre dans l'industrie aéronautique.

## Carrière politique

### Au sein du parti
Membre du Parti socialiste depuis les années 1970, elle fait partie du conseil national de 1983 à 2003 et de son bureau national de 1986 à 1994. Elle est secrétaire nationale chargée de l'audiovisuel de 1986 à 1988, puis secrétaire nationale aux Droits de l'Homme de 1993 à 1994 et enfin déléguée nationale aux relations avec les ONG de 1998 à 2000.
En 2003, elle participe aux travaux du club Réformer, groupe de réflexion politique animé par Martine Aubry. En 2008 lors du congrès de Reims, elle apporte son soutien à Bertrand Delanoë.
En 2010, elle apporte son soutien à François Hollande en vue de sa candidature à l'élection présidentielle, puis lors de la primaire socialiste. Le 16 novembre 2011, elle intègre l'équipe de campagne de François Hollande, chargée de l'égalité des sexes.
En 2018, elle soutient la candidature de Stéphane Le Foll pour le congrès d'Aubervilliers du PS, lors duquel Olivier Faure est finalement élu.

### Mandat de députée européenne
En 1996, elle devient députée européenne à la faveur de la démission de Frédérique Bredin. Elle est réélue lors des élections européennes de 1999, et à nouveau lors des élections de 2004, faisant à chaque fois partie du groupe PSE. Lors des élections européennes de 2009, elle n'est pas en position éligible sur la liste du Parti socialiste.

### Parcours au Conseil des Bouches-du-Rhône
En 1998, elle devient conseillère générale des Bouches-du-Rhône du canton de Marseille-Les Cinq-Avenues, puis en 2001 vice-présidente du conseil général, déléguée à la protection de l'enfance et aux relations internationales. Elle est réélue en 2004, puis à nouveau en 2011.
Marie-Arlette Carlotti devient en 2007 la porte-parole du candidat socialiste à la mairie de Marseille Jean-Noël Guérini. En 2010, elle est élue conseillère régionale de PACA sur la liste de Michel Vauzelle. 
En mars 2011, elle est réélue conseillère générale des Bouches-du-Rhône. Membre du groupe PS-PRG-DVG au Conseil général des Bouches-du-Rhône, elle contribue à la réélection de Jean-Noël Guérini à la tête de l'exécutif départemental. 
En août 2014, atteinte par le cumul des mandats, Marie-Arlette Carlotti démissionne de celui de conseillère générale des Bouches-du-Rhône. Elle est remplacée par son suppléant, Jean-Jacques Bonfil.

### Mairie de Marseille
Le 20 mars 2013, elle se déclare candidate à la mairie de Marseille en vue des élections municipales de 2014,,. Elle participe à la primaire PS, affrontant notamment Samia Ghali, Eugène Caselli, Christophe Masse, Henri Jibrayel et Patrick Mennucci. À l'issue d'un premier tour disputé, elle récolte 19,5 % des voix et est éliminée au profit de Samia Ghali (25,3 %) et Patrick Mennucci (20,7 %). Au second tour, elle soutient ce dernier, qui l'emporte avec 57 % des voix. Tête de liste dans le 3e secteur de Marseille, elle est battue au second tour, le 30 mars 2014. Elle est toutefois élue conseillère municipale.
Elle n'est pas candidate à un nouveau mandat de conseillère municipale lors des élections municipales de 2020 à Marseille.

### Députée à l'Assemblée nationale
En 1997, et en 2002 elle est battue aux élections législatives dans la 1re circonscription des Bouches-du-Rhône par l'UMP Roland Blum. En 2007, elle échoue à nouveau aux élections législatives, toujours face à Roland Blum qui obtient 56,96 % des voix, contre 43,04 % pour la candidate socialiste.
Elle est élue le 17 juin 2012 face à Renaud Muselier aux législatives dans la 5e circonscription des Bouches-du-Rhône,, et son suppléant Avi Assouly siège à sa place car elle conserve son poste de ministre délégué. 
Le 15 mai 2017, de nouveau investie pour les législatives pour le Parti socialiste dans la cinquième circonscription des Bouches-du-Rhône, elle annonce qu'elle renonce à se représenter.

### Entrée au gouvernement socialiste

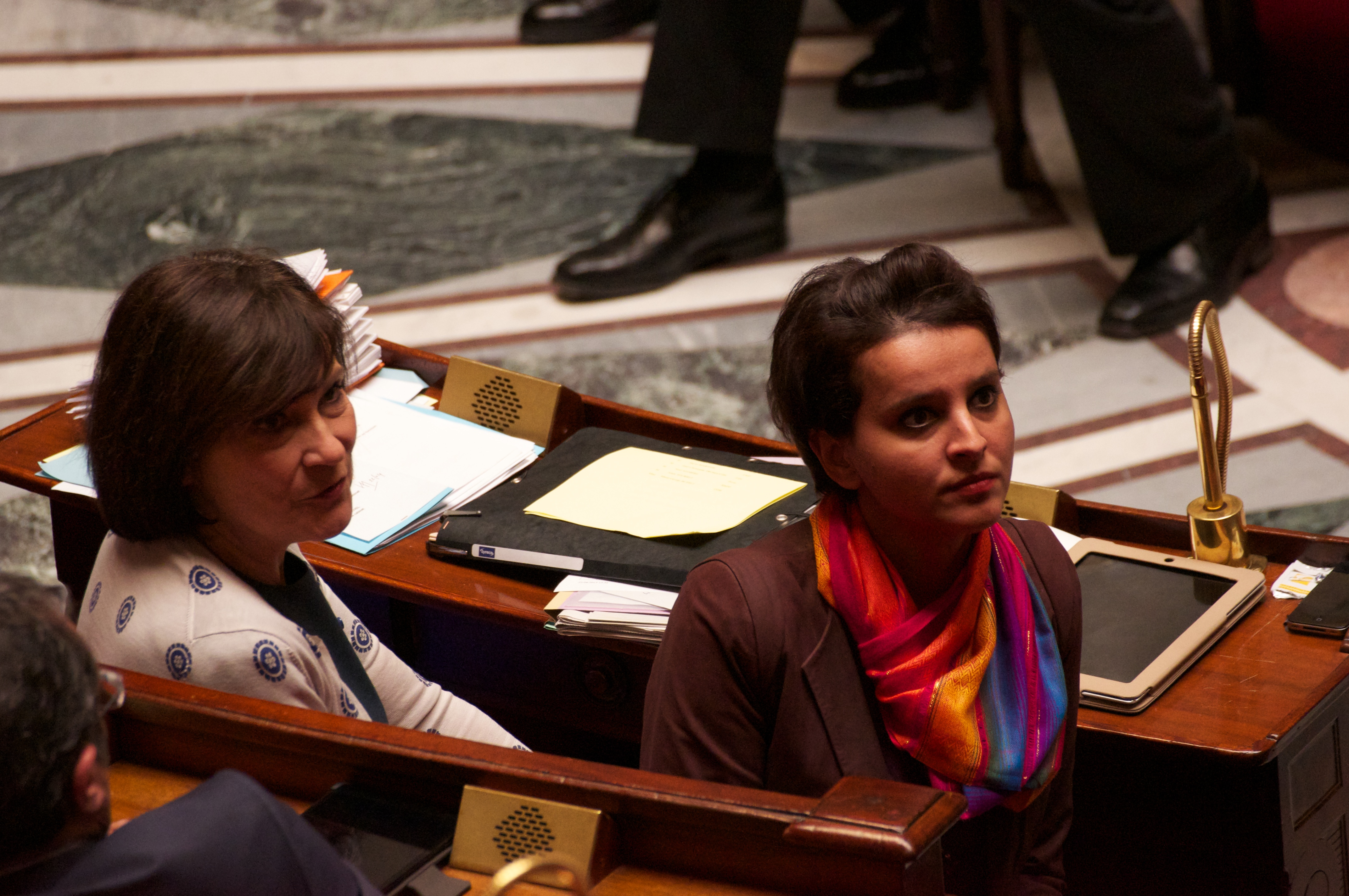
Marie-Arlette Carlotti aux côtés de Najat Vallaud-Belkacem sur le banc des ministres de l'Assemblée nationale lors du vote solennel de la loi ouvrant le mariage aux couples de personnes de même sexe.

En 2012, elle est nommée ministre déléguée auprès du ministère de la Santé, chargée des personnes handicapées, au sein des gouvernements Ayrault I et II. Son travail au ministère délégué chargé des personnes handicapées et de la lutte contre l'exclusion lui aura permis de lancer le plan pluriannuel de lutte contre la pauvreté et pour l'inclusion sociale, le troisième plan autisme ou encore la réunion du Comité interministériel du handicap.

### Nommination au HCLPD
Marie-Arlette Carlotti, est nommée présidente du Haut comité pour le logement des personnes défavorisées le 23 août 2015.

### Retour en politique lors des élections sénatoriales de 2020
Elle est élue sénatrice en septembre 2020 sur une liste d'union de la gauche menée par Jérémy Bacchi (PCF), avec Guy Benarroche (EELV) en troisième position. Après son élection, Marie-Arlette Carlotti adhère au groupe socialiste, écologiste et républicain. Elle est membre de la commission des affaires étrangères, de la Défense et des forces armées. 
Le 3 octobre 2023, elle devient la première femme à accéder au poste de questeure du Sénat.

## Prises de position
En tant que conseillère générale, elle a demandé la démission de Jean-Noël Guérini du Conseil général des Bouches-du-Rhône et son exclusion du Parti socialiste dès sa mise en examen. Ministre, elle a également été la première à faire le choix de publier sa déclaration de patrimoine et le bilan de son action[source insuffisante] de ministre chargée des Personnes handicapées et de la lutte contre l'exclusion. Comme candidate aux primaires citoyennes à Marseille, elle a consacré une grande partie de son programme à l'instauration d'une nouvelle gouvernance, publiant 19 propositions en ce sens. Commentant les résultats des primaires du Parti socialiste à Marseille en octobre 2013, elle dénonce devant la télévision le clientélisme de certains de ses concurrents,.
En août 2012, elle prend position en faveur de la possibilité pour des corridas de s'organiser par dérogation légale là où existe une tradition, en déclarant au journal Midi libre : « Au début j’avais peur. Mes amis m’y ont amenée. Quand ça vous prend, ça ne vous lâche plus. Maintenant, c’est sans culpabilité ».
Lors de l'élection présidentielle de 2017, dans un communiqué de presse daté du 4 avril (soit moins de trois semaines avant le premier tour), elle prend acte de la chute de Benoît Hamon dans les sondages et, sans citer le candidat du Parti socialiste, elle affirme son intérêt pour le récent meeting marseillais et la candidature d'Emmanuel Macron. Elle invite à voter pour ce dernier au second tour, afin de faire barrage au Front national.